# Porreiras
Porreiras is een plaats (freguesia) in de Portugese gemeente Paredes de Coura en telt 96 inwoners (2001).

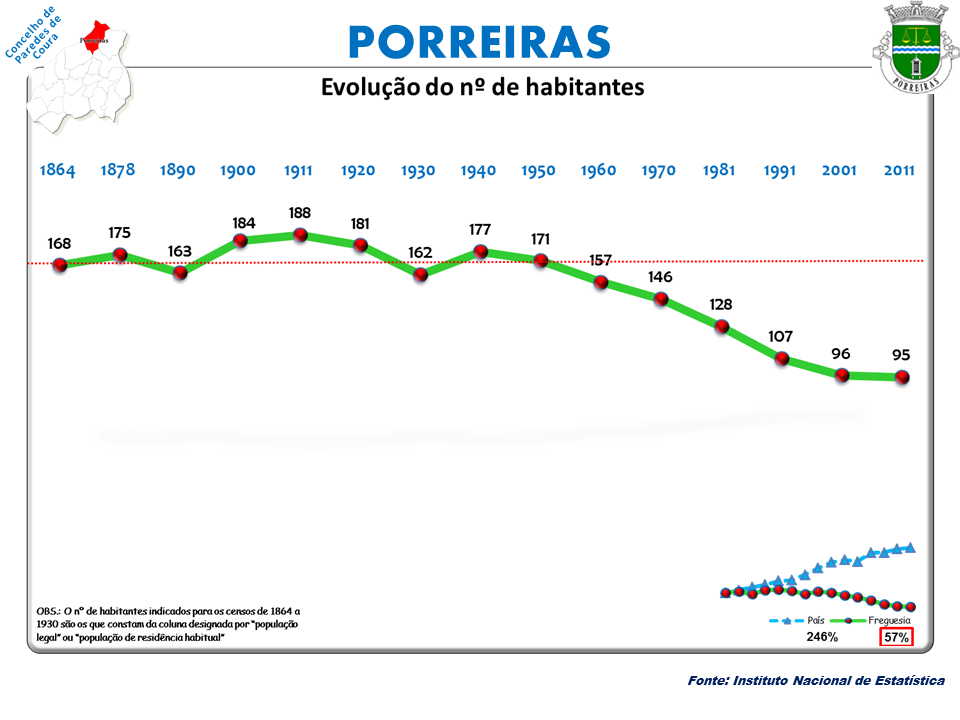
Bevolkingsontwikkeling tussen 1864 en 2011